# Duesenberg II
Duesenberg II war eine US-amerikanische Automarke.

## Markengeschichte
Duesenberg Motors Inc. aus Elroy in Wisconsin begann 1979 mit der Produktion von Automobilen. Der Markenname lautete Duesenberg II, in Anspielung an die Vorkriegsmarke Duesenberg. Die bereits am 31. März 1977 gegründete Elite Heritage Motors Corp. aus derselben Stadt setzte die Produktion fort. Dieses Unternehmen darf nicht mit Elite Enterprises verwechselt werden, die Fahrzeuge der Marke Elite herstellte. Letzter Hersteller war Falls Motors Ltd. aus Genoa in Illinois. 1999 endete die Produktion. Insgesamt entstanden nur wenige Fahrzeuge.

## Fahrzeuge
Im Angebot standen fünf Nachbildungen klassischer Fahrzeuge von Duesenberg. Genannt sind die Modelle Model J Speedster, Murphy Roadster, Royalton Phaeton, Torpedo Phaeton und Torpedo Roadster. Die Fahrgestelle kamen von Ford und die V8-Motoren entweder von Ford oder von Lincoln. Eine Quelle nennt 5700 cm³ Hubraum, eine zweite 5800 cm³ Hubraum und eine dritte 7538 cm³ Hubraum (460 Kubikzoll). Die Karosserien bestanden aus Fiberglas. Die Fahrzeuge waren luxuriös ausgestattet und hatten Automatikgetriebe, Scheibenbremsen, Klimaanlage und Servolenkung. Die Fahrzeuge waren bei 390 cm Radstand 569 cm lang.
Die Preise stiegen von 125.000 US-Dollar im Jahr 1984 auf 195.000 US-Dollar im Jahr 1999.